# Théorème de Stark-Heegner
Le théorème de Stark-Heegner est un théorème de la théorie des nombres qui indique précisément, parmi les corps quadratiques imaginaires, lesquels ont un anneau d'entiers factoriel. Il résout le cas n = 1 du problème du nombre de classes de Gauss, qui est de déterminer combien de corps quadratiques imaginaires ont leur nombre de classes égal à n.

## Énoncé
Soient ℚ le corps des nombres rationnels et d ≠ 1 un entier sans facteur carré (c'est-à-dire produit, ou opposé d'un produit, de nombres premiers distincts). Alors le corps de nombres ℚ(√d) est une extension de degré 2 de ℚ, appelée une extension quadratique. Le nombre de classes de ℚ(√d) est le nombre de classes d'équivalence des idéaux non nuls de l'anneau des entiers de ce corps, où deux idéaux I et J sont équivalents si et seulement s’il existe des éléments non nuls a et b de l'anneau tels que aI = bJ. Ainsi, l'anneau des entiers de ℚ(√d) est principal (ou encore : factoriel, ce qui ici est équivalent car cet anneau est de Dedekind) si et seulement si son nombre de classes est égal à 1. Le théorème de Stark-Heegner peut alors être énoncé comme suit :
Théorème — Si d < 0, alors le nombre de classes de l'anneau des entiers de ℚ(√d) est égal à 1 si et seulement si

## Histoire
Ce résultat est conjecturé en premier par le mathématicien allemand Gauss et démontré par Kurt Heegner en 1952, bien que la démonstration de Heegner ne soit pas acceptée avant que Harold Stark donne une démonstration en 1967 et montre qu'elle était en réalité équivalente à celle de Heegner.
Si, inversement, d > 0, la conjecture de Gauss selon laquelle il existerait une infinité de corps quadratiques réels dont le nombre de classes vaut 1 n'est toujours pas résolue. Les résultats par calculs indiquent qu'il existe un grand nombre de tels corps.